# Balduin I. (Flandern)
Balduin I. Eisenarm (niederländisch: Boudewijn met de IJzeren Arm, franz.: Baudouin Bras de Fer, lat.: Balduinus Ferreorum-brachiorum; † 879) war der erste Graf von Flandern und Begründer des Hauses Flandern.

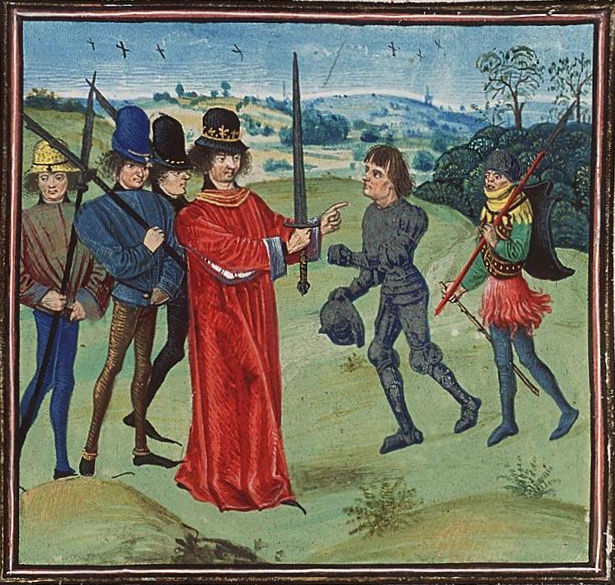
König Karl der Kahle belehnt Balduin Eisenarm mit der Grafschaft Flandern. Darstellung aus dem 15. Jahrhundert.

## Leben
Im Jahr 862 entführte Balduin in Senlis die karolingische Prinzessin Judith, eine Tochter des westfränkischen Königs und späteren römischen Kaisers Karl des Kahlen. Sie war zudem die Witwe der Angelsachsenkönige Æthelwulf († 858) und Æthelbald († 860). Der König versuchte bei den fränkischen Bischöfen die Bannung seiner Tochter und ihres Entführers zu erreichen, worauf der Erzbischof Hinkmar von Reims und der Bischof Hungerus von Utrecht den Wikingerfürsten Rörik von Dorestad davor warnten, Balduin Asyl zu gewähren. Doch schon im folgenden Jahr versöhnte sich der König mit dem Paar, nachdem es die Zustimmung Papst Nikolaus I. zur Ehe erhalten hatte, die im Dezember 863 in Auxerre geschlossen wurde. Wohl um diese Zeit wurde Balduin von seinem Schwiegervater als comes im pagus Flandrensis und im pagus Teruanensis eingesetzt, sowie zum Laienabt des Klosters Sankt Peter in Gent ernannt, als der er in einer Urkunde aus dem Jahr 870 genannt wird. In seiner Funktion als Grenzgraf oblag ihm besonders die Verteidigung des Landes gegen die in Friesland herrschenden Wikinger des Rörik. Im Jahr 871 versuchte Balduin im Auftrag seines Schwiegervaters vergeblich den rebellischen Königssohn Karlmann zum Frieden zu bewegen.
Graf Balduin I. von Flandern starb im Jahr 879. Der Ort seiner Bestattung ist umstritten; in den Annalen werden sowohl die Abtei Saint-Bertin als auch die Sankt-Peters-Abtei in Gent genannt. Der Abt Folkwin gab später jedoch an, dass Balduin seine letzten Lebenstage als Mönch in Saint-Bertin verbracht habe, wo er auch bestattet worden sei. Sein Herz hingegen habe in Sankt Peter einen Ruheort erhalten.

## Nachkommen
Aus seiner Ehe mit Judith († nach 870) hatte Balduin mindestens zwei Söhne:
- Balduin II. der Kahle († 918), Graf von Flandern
- Rodulfus († 28. Juni 896), Graf im Vermandois

Weitere in der Literatur gelegentlich auftretende Kinder, besonders einen jung gestorbenen Sohn namens Karl und eine Tochter die den Grafen Wilfried den Haarigen von Barcelona geheiratet hätte, stammen aus später verfassten Berichten, deren inhaltliche Korrektheit nicht ermittelt werden können.

## Herkunft
Balduins familiäre Herkunft wie auch sein Geburtsjahr sind unbekannt, zeitgenössische Quellen schweigen sich dazu aus. Eine im frühen 12. Jahrhundert begonnene Genealogie der Grafen Flanderns konstruiert jedoch einen fiktiven Stammbaum, nach welchem Balduin der Nachfahre eines Lidricus, comes (Graf) im pagus Harlebeccensis, gewesen sei. Dessen Sohn Ingelramnus wäre der Vater von Audacrus gewesen, welcher wiederum der Vater von Balduin war. Der Vatername wird in abweichenden Variationen in mehreren zeitnah entstandenen Annalen ebenfalls gebraucht. Eine noch im selben Jahrhundert entstandene Fortsetzung der flämischen Genealogie berichtet, dass der comes Lidricus im Jahr 792 die Macht im herrenlosen Flandern okkupiert habe, weil dieses Land so waldreich war.
Eine im Jahr 1294 erfolgte Erweiterung der Genealogie nennt Balduin I. als ersten Grafen von Flandern, seine Vorfahren aber hätten den fränkischen Königen als forestarii (Waldhüter) in Flandern gedient. So hätten Lidricus und Audacer vom Abt des Klosters Sankt Bavo in Gent eine Jagdlizenz erhalten. Die Legende von den Wald hütenden Vorfahren der Grafen von Flandern etablierte sich im Verlauf der Jahrhunderte fest im historischen Gedächtnis, noch Graf Balduin „Eisenarm“ habe die Wälder Flanderns von umherstreifenden Polarbären gesäubert.

## Beiname
Balduins heute geläufiger Beiname ist nicht zeitgenössisch, anlässlich seines Todes wurde er Bonus („der Gute“) und Ferreus („der Eiserne“) genannt. Der Beiname Ferreorum-brachiorum („Eisenarm“) wurde ihm erstmals in einem Werk aus dem 12. Jahrhundert beigegeben und beschreibt seine Stärke und Verwegenheit.